# Antoine-Félix Boisselier
Antoine-Félix Boisselier (geboren am 22. Mai 1790 in Paris; gestorben am 29. April 1857 in Versailles) war ein französischer Historien- und Landschaftsmaler.

## Leben
Boisselier war ein Schüler seines älteren Bruders, des Historienmalers Felix Boisselier (1776/1781 – 12. Januar 1811), und des Landschaftsmalers Jean-Victor Bertin. Er gehörte derselben Malergeneration an wie seine Zeitgenossen Jean-Baptiste Camille Corot und Achille Etna Michallon und schuf überwiegend Werke im neoklassizistischen Landschaftsstil, den er von Bertin gelernt hatte. Um 1811 unternahm er eine Reise zu seinem Bruder nach Italien, aus der mindestens zwei signierte und datierte Ölstudien nachweisbar sind. Nach dem Tod des Bruders kehrte Boisselier zurück und nahm 1812 erstmalig am Salon de Paris teil und errang mit einem Werk 1817 einen 2. Prix de Rome im ersten Wettbewerb des Instituts für historische Landschaftsmalerei zum Thema Demokrit und die Abderiten französisch Paysage historique – Démocrite et les Abdéritains. Auf seinen Studienreise malte er zahlreiche Ansichten italienischer und französischer Landschaften, mit denen er am Pariser Salon und anderen Ausstellungen teilnahm. Später fertigte er Malereien in der Region Auvergne, im Dauphiné und in der Provence. Boisselier lebte seit 1830 in Versailles und betrieb ein Atelier, in dem er mehrere Maler, wie Charles Edouard de Beaumont oder Émile Lambinet, ausbildete. Er war dort Professor (Zeichenlehrer) an der Ecole militaire de Saint-Cyr. Er besuchte im Jahr 1838 die Abtei von Vaux-de-Cernay und verfasste anschließend einen mehrseitigen Bericht mit einer ausführlichen Beschreibung dessen, was er dort gesehen hatte. Darüber hielt er im März 1839 einen Vortrag an der Société des Sciences morales et des arts, de Seine-et-Oise. Mit dem Auge des Künstlers beschrieb er das Schöne und charakterisierte die archäologischen Aspekte der Abtei. 1840 legte er diese Beschreibung (in Form einer kleinen Broschüre) auch an der Société nationale des antiquaires de France vor. Da dieses Werk nicht in größerer Auflage erschienen war, wurde es in einer Neuauflage herausgegeben. Boisselier beschrieb darin anschaulich, wie die Abteigebäude im Jahr 1838 aussahen und hielt zudem die Überlieferungen von Menschen fest, wie sie die Abtei vor der Revolution gesehen hatten. Seine Zeichnungen zu der Broschüre gingen verloren. Boisselier war mit dem Geschichtslehrer Louis-Firmin-Hervé Bouchitté befreundet, der ebenfalls einen Bericht über die Abtei von Vaux-de-Cernay verfasst hatte.
Boisselier betätigte sich zudem als Kunstschriftsteller. Am 20. und 21. November wurde sein Atelier aufgelöst und seine Privatsammlung zum Verkauf angeboten. Nach der Versteigerung urteilte Jules de Millon:

« La vente, après décès, des études et tableaux peints par feu M. Antoine-Félix Boisselier […] ne renfermait rien d’important. Les lots de trois ou quatre études, variaient de 10 à 30 fr.; les grands tableaux n’ont guère dépassé 120 fr. – La manière de ce maître […] bien que grasse et spirituelle, a vieilli. Elle subit le sort des Bertin, des Michalon, des Hüe et des Thénot. On n’en veut plus! »

„Der Verkauf, nach seinem Tod, der Studien und Gemälde des Herrn Antoine-Félix Boisselier […] brachte nichts Wichtiges. Der Erlös von drei oder vier Studien lag zwischen 10 und 30 Fr.; Die großen Gemälde überstiegen kaum 120 Fr. – Die Art dieses Meisters […] ist zwar reich und spirituell, aber gealtert. Sie erleidet das Schicksal von Bertin, Michalon, Hüe und Thénot. Wir wollen kein mehr!“

Eines seiner Ölgemälde (englisch Entrance of the Convent of San Benedetto Sublaro) wurde im Sommer des Jahres 2000 aus einer Galerie in New York City gestohlen.

## Mitgliedschaften und Auszeichnungen (Auswahl)
Boisselier war Mitglied der:
- Société libre des beaux-arts de Paris
- Société d’encouragement de la gravure
- Académie de Cambrai
- 4. Juli 1842: Ritter der Ehrenlegion[7]

Er erhielt folgende Auszeichnungen:
- 1817: 2. Hauptpreis für historische Landschaft
- 1824: Goldmedaille beim Salon de Paris
- 1828: Silbermedaille bei der Ausstellung in Cambrai
- 1829: Silbermedaille bei der Ausstellung in Douai

## Werke (Auswahl)

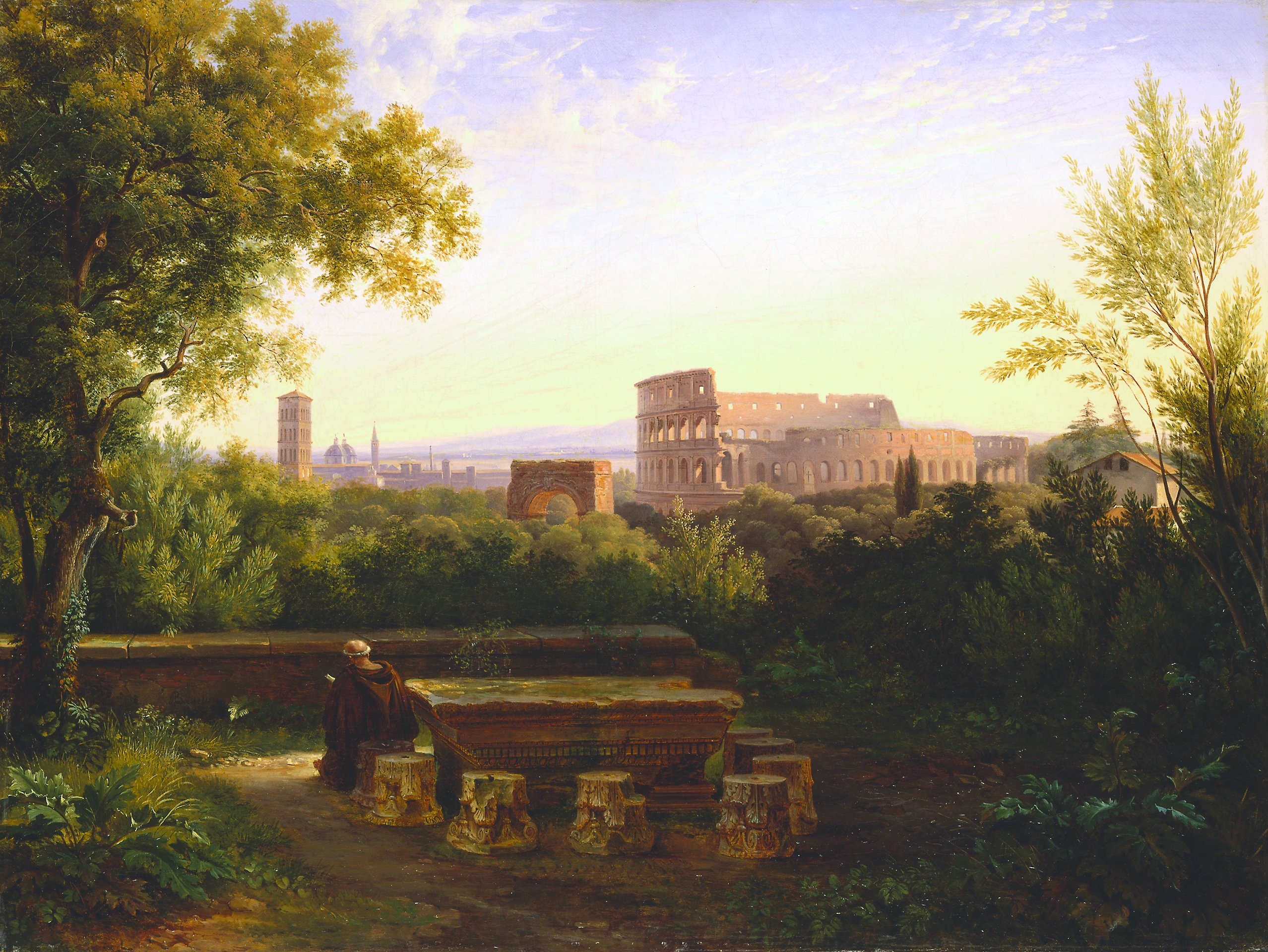
Ansicht des Kolosseums (Minneapolis Institute of Art)

- 1811: Gorges at Amalfi (Bildlink: The Gorges at Amalfi im Bildarchiv – Internet Archive)
- 1812: Grande vue de la ville de la Cava (Ausstellung im Louvre)
- 1816: Tod des Polydamas (Salon, Schloss Fontainebleau)
- 1822: Tod Bayards (Salon, Schloss Fontainebleau)
- 1824: Courageuse défense de Louis VII dans les défilés de Laodicée[9] Mutige Verteidigung Ludwigs VII. im Engpass von Laodicea in Syrien (Salon im Schloss Fontainebleau und Wiederholung in Versailles)
- 1827: Paulus in Ephesus und Philippus, den Kämmerer der Königin Candace taufend (Kirche St. Jean-Baptiste de Grenelle, Paris)
- 1831: Le Tombeau de Napoléon à Sainte-Hélène (das Grab Napoleons auf St. Helena) und Vue du Temple de Vesta à Tivoli (Blick auf den Vesta-Tempel in Tivoli)
- 1842: Landschaft der Dauphine (Museum Dijon)
- 1847: Anse des Catalans, a Marseille – Effet de lune (Der katalanische Hafen zu Marseille bei Mondbeleuchtung)

Schriften
- Des modifications de l’architecture en France. Montalant-Bougleux, Versailles [1847].
- Notice historique et nécrologique sur Marie-Philippe Coupin, peintre d’histoire. Montalant-Bougleux, Versailles 1852.
- Description pittoresque et archéologique de l’abbaye des Vaux-de-Cernay, près Rambouillet. In: Mémoires de la Société archéologique de Rambouillet. Band 22, 1913, S. 182–202 (Nachdruck, französisch, gallica.bnf.fr).